# Windows XP新功能
Windows XP有很多在之前Windows版本中找不到的功能。

## 用戶界面

### 改良的界面

一個基本的Windows XP界面。我們可以從截圖看到Windows XP的新主題──Luna

Windows XP包括了一組新的視覺主題，眾所周知，其代號為「Luna」。用户还可以从网络上下载其他个性化的主题文件使用。

### 快速切換使用者
快速切換使用者允許另一使用者在之前的使用者不登出及結束其使用中的程式的情況下登入使用系統。以前（包括Windows Me及Windows 2000）在同一時間只能夠有一位使用者登入（除了通過远程桌面连接），這對於多用戶活動來說是十分嚴重的問題。快速切換使用者與Terminal Services相似，都比在同一時間僅一名使用者登入需要更多系統資源。另外，雖然多於一名使用者能夠同時保持登入，但一次仍然只有一名使用者能操作電腦。

### 遠端協助
遠端協助允許一個Windows XP用戶臨時地接管一部遠端的Windows XP電腦經由網路或網際網路來解決問題。由於要系統管理員親身視察受到影響的電腦有可能是一種麻煩，遠端協助允許他們診斷，甚至能在不親身視察的情況下修復電腦問題。

### CD燒錄
Windows XP包括了Roxio的技術，從而讓用戶經由Windows Explorer直接燒錄檔案到一隻compact disc。在以前，用戶需要安裝光碟燒錄軟體，例如Nero Burning ROM。現在，CD及DVD-RAM燒錄已經被直接地整合到Windows的界面裡；用戶燒錄檔案到一隻CD與他們寫入檔案到磁碟或硬碟均採用同樣方式。

### ClearType
ClearType技術；針對LCD液晶顯示器設計，可提高文字的清晰度，使字型更清晰邊緣更平滑。

## 應用軟件的相容性
當Windows XP合併了家庭版本及企業版本的Windows到同一個作業系統時，它混合了Windows Me的user-friendly介面到Windows 2000的內核上。但這造成一個缺點──一些較舊的、設計給之前Windows版本的軟體可能不能運作。不过，Windows XP在程序属性中提供了对兼容性的设置，在一定程度上允许旧的程序以兼容性模式运行。

## API
- GDI+
- Image Mastering API

## 請參看
- 微软
- Microsoft Windows
- Microsoft Windows的歷史